# 油柑窝组
油柑窝组（英語：Youganwo Fm）的时代属始新世-渐新世，地层分布于广东、广西及海南岛地区。
1948年陈国达命名油柑窝层，1963年斐文中等改称为油柑窝组，命名剖面位于广东茂名油柑窝附近。
以茂名盆地为例，油柑窝组属于古湖泊相的含油页岩沉积，岩性主要为泥岩、粘土岩及砂岩，夹有煤层以及油页岩。